# Раковски (стадион, Севлиево)
Вижте пояснителната страница за други значения на Раковски.
Стадион „Раковски“ е комплекс от Футболен терен, трибуни и сгради в гр. Севлиево. Тук играе своите мачове футболен клуб ФК Севлиево.
ПФК „Видима-Раковски“ разполага с няколко тревни терена в гр. Севлиево. Представителният отбор играе домакинските си срещи на официалния терен стадион „Раковски“. Отборите от Детско-юношеската школа се подготвят и играят мачовете си в Спортния комплекс в парк „Черничките“.
Стадион „Раковски“ е собственост на Община Севлиево. Предоставен за ползване и стопанисване на ПФК „Видима-Раковски“. Спортното съоръжение разполага с две затревени игрища, газифицирана сграда, съблекални, фитнес зала, спортно-възстановителен център, съдийска стая и зала за пресконференции. Трибуните на стадиона са с капацитет 8816 седящи места, оборудвани с пластмасови седалки.
Стадионът е открит на 1 ноември 1958 г. През 2000 – 2001 г. е реконструиран основно. Теренът е подновен, изграден е нов дренаж и е монтирана модерна поливна система. Поставени са пластмасови седалки в основен син цвят, а с бели седалки е изписано името на клуба „Видима-Раковски“.
Спортния комплекс в парк „Черничките“ е за подготовка и изява на отборите от Детско-юношеската школа на „Видима-Раковски“. Включва две игрища за провеждане на мачове, един тренировъчен терен, сграда с четири съблекални и съдийска стая.